# Aileen Riggin
Aileen Muriel Riggin Soule (Newport, 2 maggio 1906 – Honolulu, 19 ottobre 2002) è stata una nuotatrice e tuffatrice statunitense.

## Biografia
Ha partecipato alle olimpiadi di Anversa del 1920 conquistando una medaglia d'oro nei tuffi dal trampolino 3 m e partecipando alla gara di tuffi plain high, classificandosi al quinto posto. Nella successiva edizione di Parigi del 1924 ha conquistato la medaglia d'argento nei tuffi dal trampolino 3 m e la medaglia di bronzo nella gara dei 100 m dorso.
Si trasferì alle Hawaii nel 1957, insieme al marito, e nel 1967 fu ammessa nella Swimming Hall of Fame. Per la sua attività di propaganda, ha ricevuto il riconoscimento della International Swimming Hall of Fame nel 1988.
Negli anni trenta, partecipò come attrice a due film: Il museo degli scandali, regia di Frank Tuttle (1933) e Turbine bianco (1936) di Sidney Lanfield.
Aileen morì ad Honolulu per cause naturali. Al momento della sua morte risultava essere l'ultima sopravvissuta tra i campioni olimpici dei Giochi Olimpici del 1920.

## Palmarès
In carriera ha conseguito i seguenti risultati:
- Giochi olimpici

Anversa 1920: oro nel trampolino da 3 metri.
Parigi 1924: argento nel trampolino da 3 metri e bronzo nei 100m dorso.